# Pink Cream 69
A Pink Cream 69 egy német alapítású hard rock, heavy metal együttes, amely 1987-ben alakult Karlsruhe városában. A zenekar alapító énekese Andi Deris, aki az együttes első három lemezén énekelt, majd átigazolt a Helloween csapatába. Az együttes az elmúlt több mint két és fél évtizedben nemcsak hazájában, de Európa több országában, Japánban, sőt az Egyesült Államokban is többször járt és vált ismertté.

## Történet
A zenekart 1987-ben alapította Andi Deris énekes, Alfred Koffler gitáros és Kosta Zafiriou dobos. Nem sokkal később csatlakozott az együtteshez Dennis Ward basszusgitáros, akivel már közösen indultak a Metal Hammer magazin utánpótlás-versenyén. Ezt 1988-ban Ludwigsburgban meg is nyerték és lemezszerződést kaptak a CBS Records (ma: Sony Music) kiadónál. Az első három, elsősorban heavy metal és dallamos hard rock stílusjegyeket magán viselő lemezt követően azonban Andi Deris meghívást kapott a szintén német származású Helloween énekesi posztjára. A Pink Creamben a mikrofon mögött rövid időre Doogie White váltotta, aki azonban 1994-ben a Rainbow énekese lett.
Ezt követően David Readman meghívásával stabilizálódott az együttes felállása, amelyet 2003-ban egy második gitáros, Uwe Reitenauer érkezése erősített tovább. A zenekar stílusa nem sokban változott, egyes dalok szerkezetében megjelent a dallamos power metal, de komolyabb stílusváltás a rendszeresen érkező soralbumokon nem történt. 2012-ben, már az új lemez előkészületei során távozott az alapító dobos, Kosta Zafiriou, aki azóta Michael Kiske és Kai Hansen mellett a Unisonic sorait erősíti és egyben menedzserként is segíti. Zafiriou helyére a korábban dobtechnikusként az együttes mellett dolgozó Chris Schmidt került.
2019-ben Dennis Ward basszusgitáros, 2020-ban Uwe Reitenauer gitáros bejelentette távozását a zenekarból. Helyükre Roman Beselt (a Sons of Sounds együttesből) és Marco Wriedt (a 21 Octayne, Arc of Light, Axxis együttesekből) érkeztek.
A zenekar 2023-ban oszlott fel Alfred Koffler visszavonulását követően.

## Tagok

### Jelenlegi felállás
- Ének: David Readman (1994 óta)
- Gitár: Alfred Koffler (1987 óta)
- Gitár: Uwe Reitenauer (2003 óta)
- Basszusgitár: Dennis Ward (1987 óta)
- Dob: Chris Schmidt (2012 óta)

### Korábbi tagok
- Andi Deris, ének (1987-1993)
- Doogie White, ének (1993-1994)
- Kosta Zafiriou, dob (1987–2012)

## Diszkográfia

### Stúdiólemezek
- 1989: Pink Cream 69
- 1991: One Size Fits All
- 1993: Games People Play
- 1995: Change
- 1997: Food for Thought
- 1998: Electrified
- 2000: Sonic Dynamite
- 2001: Endangered
- 2004: Thunderdome
- 2007: In10sity
- 2013: Ceremonial
- 2017: Headstrong

### Koncertalbumok
- 1997: Live
- 2009: Live in Karlsruhe

### EP-k és DVD-kiadványok
- 1991: 49°/8°
- 1991: 36°/140°
- 2000: Mixery (EP)
- 2009: Past and Present (2 DVDs)